# Дьёссар, Шарль Филипп
Шарль Филипп Дьёссар (нидерл. Charles Philippe Dieussart; ок. 1625, Рим — 1696) — голландский архитектор и скульптор. Работал в Германии во второй половине XVII века. В частности, он проектировал «Охотничий дворец Глинике» (Jagdschloss Glienicke) в берлинском районе Ванзе, внесённый в список всемирного наследия ЮНЕСКО вместе с другими дворцами и садами Потсдама и Берлина.

## Биография
Дьёссар был потомком французских гугенотов (протестантов), которые переехали в Голландскую республику из-за религиозных притеснений, и, как полагают, родился в Италии, в Риме. Его брат Жан Батист Дьёссар был скульптором и работал в основном в Швеции. В 1657 году Шарль Филипп поступил на службу к герцогу Густаву Адольфу Мекленбург-Гюстровскому. Его первым заказом, который остался среди его самых значительных проектов, был замок Россевиц, первое здание в стиле барокко в Мекленбурге. Также известно надгробие, которое он проектировал для Гюнтера фон Пассова в соборе Гюстрова.
Дьёссар совершил несколько поездок по Европе, в том числе в Копенгаген, где в 1668 году ему представилась возможность работать для короля Фредерика III. Однако, когда король оставил трон, Дьёссар вернулся в Гюстров.
Затем он отправился в Бранденбург-Пруссию. В качестве мастера-строителя и скульптора он был на службе Великого курфюрста Фридриха Вильгельма. Его главной работой стал «Охотничий дворец Глинике» (Jagdschloss Glienicke, 1682—1693) в берлинском районе Ванзе, внесённый в список всемирного наследия ЮНЕСКО.
Последние годы своей жизни Шарль Филипп Дьёссар провёл в княжестве Байройтa на службе у маркграфа Кристиана Эрнста в качестве придворного и земельного архитектора. Он руководил реконструкцией Старого дворца на рыночной площади Байройта. После смерти архитектора его преемником стал Леонард Динценхофер, испытавший влияние творчества Дьёссара.
Шарль Филипп Дьёссар написал книгу «Театр гражданской архитектуры» (Theatrum architecturae civilis) — трёхчастный трактат, опубликованный в нескольких изданиях (в 1679 и 1682 годах в Гюстрове, в 1692 и, возможно, также 1695 году в Байройте). Посмертное издание в 1697 году заказал в Бамберге Леонард Динценхофер, пожелавший отдать должное уважаемому им мастеру.